# Velika nagrada Španije 1934
Velika nagrada Španije 1934 je bila šesta in zadnja neprvenstvena dirka Grandes Épreuves v sezoni 1934. Odvijala se je 23. septembra 1934 na dirkališču Circuito Lasarte.

## Poročilo

### Pred dirko
Dirkač Auto Uniona, August Momberger, zaradi artritisa ni dirkal. Eugen Bjørnstad je svoj dirkalnik Alfa Romeo Monza pripeljal vse iz Norveške v Španijo, toda bil je diskvlaificiran zaradi pretežkega dirkalnika. Tazio Nuvolari je na prostih treningih testiral Auto Union Typ A.

### Dirka
Hans Stuck je po štartu prevzel vodstvo, toda odstopil je že v četrtem krogu. Vodstvo je s tem prevzel Rudolf Caracciola, sledila pa sta mu Jean-Pierre Wimille in Luigi Fagioli. Bugattiju je končno uspelu pripraviti konkurenčen dirkalnik in Wimille je držal drugo mesto, toda nato je moral zaradi okvare uplinjača upočasniti. Caracciola si je nabral lepo prednost pred moštvenim kolego Fagiolijem in šef moštva Alfred Neubauer je dirkačema ukazil naj malo upočasnita. Caracciola ga je upošteval, Fagioli pa je vozil vse hitreje in ujel vodilnega Nemca. Ko ga je Fagioli napadal, ga je presenečeni in izmučeni Caracciola pustil naprej in se zadovoljil z drugim mestom. Nuvolari, zdaj v moštvu Automobiles Ettore Bugatti, ni več mogel ujeti Mercedesovih dirkačev, je pa osvojil solidno četrto mesto. Stuck, ki je po svojem odstopu prevzel dirkalnik Hermanna zu Leiningena, je z nekaj hitrimi krogi napredoval iz desetega na četrto mesto, peti je bil Achille Varzi, šesti pa Wimille.

## Rezultati

### Dirka
| Poz | Št | Dirkač                          | Moštvo                     | Dirkalnik         | Krogi | Čas/Odstop         | Št. m. |
| --- | -- | ------------------------------- | -------------------------- | ----------------- | ----- | ------------------ | ------ |
| 1   | 18 | Luigi Fagioli                   | Daimler-Benz AG            | Mercedes-Benz W25 | 30    | 3:19:41,6          | 9      |
| 2   | 2  | Rudolf Caracciola               | Daimler-Benz AG            | Mercedes-Benz W25 | 30    | + 43,8 s           | 1      |
| 3   | 12 | Tazio Nuvolari                  | Automobiles Ettore Bugatti | Bugatti T59       | 30    | + 1:07,4           | 6      |
| 4   | 22 | Hermann zu Leiningen Hans Stuck | Auto Union AG              | Auto Union A      | 30    | + 1:22,4           | 11     |
| 5   | 8  | Achille Varzi                   | Scuderia Ferrari           | Alfa Romeo P3     | 30    | + 2:08,5           | 4      |
| 6   | 4  | Jean-Pierre Wimille             | Automobiles Ettore Bugatti | Bugatti T59       | 30    | + 6:41,2           | 2      |
| 7   | 14 | Rene Dreyfus                    | Automobiles Ettore Bugatti | Bugatti T59       | 29    | +1 krog            | 7      |
| 8   | 20 | Marcel Lehoux                   | Whitney Straight Ltd.      | Maserati 8CM      | 29    | +1 krog            | 10     |
| 9   | 10 | Luigi Soffietti                 | Scuderia Siena             | Alfa Romeo Monza  | 29    | +1 krog            | 5      |
| 10  | 16 | Louis Chiron Gianfranco Comotti | Scuderia Ferrari           | Alfa Romeo P3     | 29    | +1 krog            | 8      |
| 11  | 28 | Antonio Brivio                  | Automobiles Ettore Bugatti | Bugatti T59       | 28    | +2 kroga           | 14     |
| Ods | 24 | Robert Brunet                   | Ecuire Braillard           | Maserati          | 25    | Trčenje            | 12     |
| Ods | 26 | Benoît Falchetto                | Ecuire Braillard           | Maserati          | 23    |                    | 13     |
| Ods | 6  | Hans Stuck                      | Auto Union AG              | Auto Union A      | 3     | Črpalka za olje    | 3      |
| DNS | 22 | Tazio Nuvolari                  | Auto Union AG              | Auto Union A      |       | Testiral           |        |
| DNS | 30 | Eugen Bjørnstad                 | Privatnik                  | Alfa Romeo Monza  |       | Pretežek dirkalnik |        |
| DNS |    | Ernst Henne                     | Daimler-Benz AG            | Mercedes-Benz W25 |       | Rezervni dirkač    |        |